# Reichspostdampfer
Als Reichspostdampfer (RPD) wurden Schiffe bezeichnet, die von den Betreibern der subventionierten regelmäßigen deutschen Postdampferverbindungen für diese gebaut worden waren.

## NDL nach Ostasien und Australien

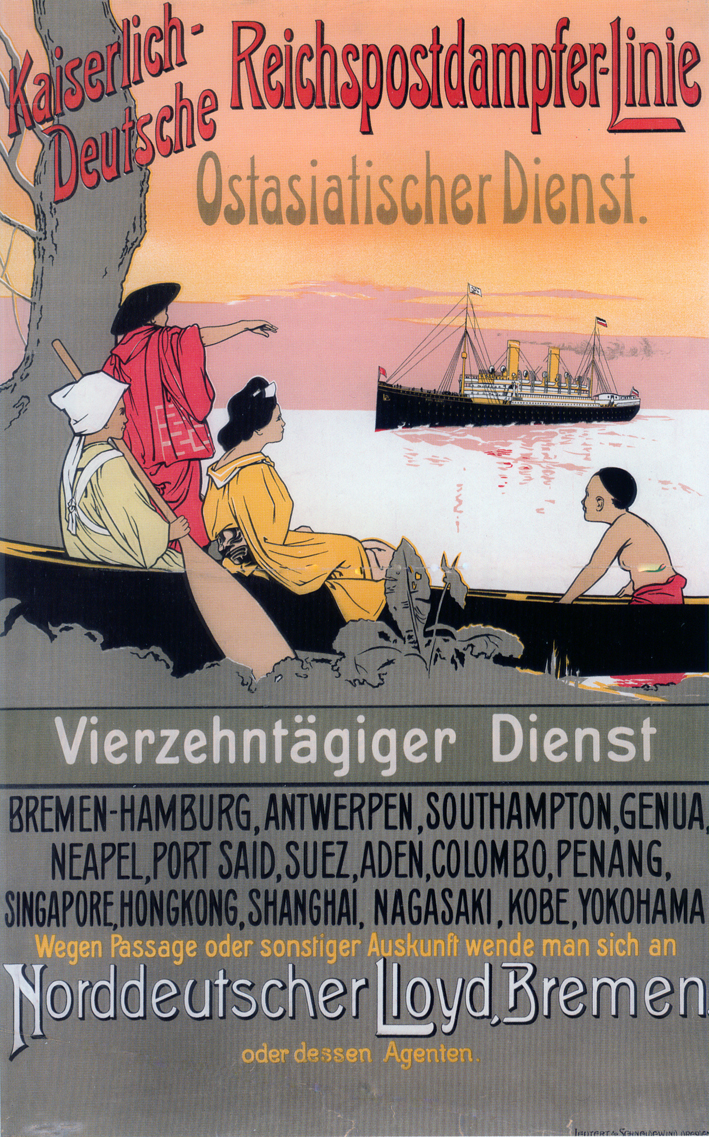
Werbeplakat des Norddeutschen Lloyd aus dem Jahr 1898 für die Reichspostdampfer-Linie

1881 legte die Reichsregierung eine Denkschrift über die Verbesserungen der Handelsbeziehungen nach Ostasien und Australien vor. Ein Gesetzentwurf über die Einrichtung von Reichspostdampferlinien nach Ostasien und Australien wurde ausgearbeitet, aber 1884 vom Reichstag abgelehnt. In dem Ende 1884 neu gewählten Reichstag, und mit dem Erwerb von Kolonien in Afrika 1884/85 und 1885 im Pazifik, änderte sich die Stimmung. 1885 stimmten Reichstag (23. März 1885) und Bundesrath einem von der Postverwaltung unter Heinrich von Stephan eingebrachten Gesetzesvorschlag hinsichtlich einer Postdampfschiffsverbindung nach Ostasien und Australien zu, aber der Vorschlag einer zusätzlichen Linie nach Afrika wurde abgelehnt. Im Juli unterzeichneten Reichskanzler Bismarck und Hermann Heinrich Meier, der Chef des Norddeutschen Lloyd, einen Vertrag über die Durchführung dieses Verkehrs, der auch regelte, dass für den Betrieb neue Dampfer in Deutschland zu bauen seien. Der Vertrag regelte Geschwindigkeiten, anzulaufende Häfen und die Häufigkeit der Verbindungen. Er wurde mehrfach überarbeitet und 1898 bis 1914 verlängert. Der NDL ließ insgesamt 31 Dampfer bis 1908 für diese Linien bauen. Daneben kamen aber noch eine Vielzahl anderer Dampfer des NDL auf den Postlinien zum Einsatz.

### Beginn der Dienste
Am 30. Juni 1886 eröffnete der umgebaute Dampfer Oder (3158 BRT, Bj. 1874) den Verkehr nach Ostasien. Zuvor war schon der neue Reichspostdampfer Stettin zur Überführung gestartet, der die Ergänzungslinie Hongkong–Japan bedienen sollte und mit der Oder startete die neue Lübeck ihre Überführung nach Australien, die die dortige Verlängerungslinie Sydney–Apia (Samoa) bedienen sollte. Die erste Fahrt auf der Australienlinie führte ab 14. Juli 1886 die ebenfalls umgebaute Salier (3083 BRT, Bj. 1875) durch. Für den Australiendienst waren deren Schwesterschiffe Hohenzollern, Habsburg und Hohenstaufen, für den Dienst nach Ostasien die ähnlichen Neckar, Nürnberg und Braunschweig bereitgestellt; Reserveschiff war die ähnliche General Werder. Diese Schiffe der Strassburg-Klasse waren zwischen 1874 und 1876 in England für Atlantikdienste des NDL gebaut worden.
Ab 1886/1887 kamen dann die drei Reichspostdampfer der Preussen-Klasse zum Einsatz.

### Nebenlinien
Den Dienst auf der Zweiglinie Triest-Brindisi-Port Said übernahm für die erste Fahrt am 13. Juli 1886 der Dampfer Braunschweig; ab August kamen dann die für die Englandfahrt gebauten Dampfer Adler (1356 BRT, Bj. 1884 Flensburg) und Sperber (898 BRT, Bj. 1871) zum Einsatz. Die Stettin nahm den Dienst Hongkong–Kōbe am 13. August 1886 auf, die Lübeck den von Sydney über Tonga nach Apia/Samoa. 1893 wurden in einer Vertragsänderung die vor allem der Postnachführung dienende Linie Triest–Alexandria aufgehoben, da die Postdampfer jetzt die Post in Genua bzw. Neapel an Bord nahmen. Auch die verlustreiche Samoa-Linie wurde aufgehoben und am 27. April 1893 durch eine Linie von Singapur in die Kolonie Deutsch-Neuguinea ersetzt, die anfangs von der Lübeck, dann vom umgebauten Schwesterschiff Stettin bedient wurde und 1900 bis Sydney verlängert wurde.
Nach Versuchsfahrten der München 1900/1901 zwischen Australien und China wurde die Linie Singapur–Deutsch-Neuguinea 1904 durch eine neue Zweiglinie Sydney–Rabaul–Hongkong–Japan mit der Prinz Waldemar und der Prinz Sigismund ersetzt, wobei der subventionierte Teil in Hongkong endete. April 1904 bis Dezember 1906, sowie ab April 1909 wurde eine zusätzliche Postlinie von Singapur nach Deutsch-Neuguinea mit der Manila eingerichtet. Dazu kam dann noch der Inseldienst mit der alten Sumatra ab Rabaul.

### Beteiligung der Hapag
Zwei Reichspostdampfer der Barbarossa-Klasse wurden von der Hapag in Auftrag gegeben, die sich 1900 bis 1904 an der Postlinie nach Ostasien beteiligte. 1904 behielt sie die Hamburg für den Nordatlantik-Verkehr, gab aber die Kiautschou an den NDL (umbenannt in Princess Alice) gegen fünf Frachtschiffe ab. Die Hapag betrieb weiterhin eine Frachtlinie nach Ostasien.

## Reichspostdampfer-Linie der Deutschen Ost-Afrika-Linie
Im Mai 1890 schloss die Reichsregierung – nach Gesetzesänderung – einen weiteren Vertrag mit der extra zu diesem Zweck gegründeten Deutschen Ost-Afrika-Linie (DOAL) über eine Postdampferlinie nach Ostafrika ab. Ziel war nicht nur die Stützung der deutschen Kolonialinteressen, sondern auch ein Anteil am Verkehr insbesondere zu den Buren-Republiken in Südafrika. Die DOAL ließ zwischen 1890 und 1914 insgesamt 20 Schiffe für den Dienst auf dieser Linie bauen. Auch die DOAL setzt auf der Postlinie noch andere Dampfer ein. Die Eröffnungsreise begann der Dampfer Reichstag (2202 BRT, Bj. 1889) am 23. Juli 1890. Im Juni hatte die neue Gesellschaft die bei Blohm & Voss gebauten Schwesterschiffe Eduard Bohlen und Aline Woermann von der Woermann-Linie gekauft, die als Reichstag bzw. Bundesrath in Fahrt kamen. Auch diese Linie hatte zwei Zweiglinien (Küstendienst der Deutschen Ost-Afrika Linie): die Küstenlinie, die die Häfen der Kolonie Deutsch-Ostafrika und Sansibar anlief und die sogenannte portugiesische Linie, die nach Süden die Häfen Mosambiks anlief. Die Linie der DOAL nach Bombay war keine Reichspostdampferlinie. 1900 wurde dann der Dienst Rund um Afrika eingeführt, der abwechselnd zuerst im Westen oder Osten um Afrika herumführte. Gleichzeitig wurde die sogenannte Zwischenlinie geschaffen, die auf der Strecke durch das Mittelmeer nach Ostafrika für eine 14-tägliche Frequenz sorgte.

Ab Herbst 1907 kamen im Rahmen eines neuen Gemeinschaftsbetriebsvertrages auch Schiffe der Woermann-Linie und der Hapag auf der Reichspostdampferlinie unter dem Management der DOAL zum Einsatz.

## Sonstige Postdampferlinien
Viele andere Linien und Schiffe wurden als „Postdampfschiffslinien“ beziehungsweise Postdampfer bezeichnet.
Eine Liste „Deutsche Postdampfer-Linien 1899“ listet 42 Linien auf, von denen nur neun den Reichspostdampferdienst beschreiben:
- zwei Linien nach Ostasien (Start Bremerhaven bzw. Hamburg)
- die Zweiglinie Singapur–Deutsch-Neuguinea
- die Linie nach Australien
- zwei Linien nach Ostafrika (bis Delagoa Bay und bis Hafen Durban)
- drei Küstenlinien der DOAL.

Dazu kommen dann noch:
- sechs Linien in die USA (fünf nach New York- drei des NDL, zwei der Hapag- und der NDL nach Baltimore)
- acht Linien der Hapag nach Westindien (Endhäfen Puerto Barrios / Guatemala, Cienfuegos / Kuba, Veracrux / Mexiko, Cartagena / Kolumbien, Port Limon / Costa Rica, Progreso /Mexiko, Jeremie / Haiti)
- vier Linien nach Santos, Brasilien (drei der HSDG, eine des NDL)
- drei Linien nach Buenos Aires, Argentinien (zwei des NDL, eine der HSDG)
- zwei Linien nach Callao, Peru der DDG Kosmos
- vier Linien nach Westafrika der Woermann-Linie (Endhäfen Loango / Republik Kongo, Sherbro / Sierra Leone, Cotonou / Benin, Luanda / Angola)
- eine Linie nach Südwestafrika der Woermann-Linie bis Kapstadt

sowie
- zwei Linien von Genua, Italien, nach New York des NDL und der Hapag
- zwei Linien von Sansibar nach Bombay der DOAL
- eine Linie von Shanghai über Tsingtau nach Tientsin der Reederei Jebsen.

Natürlich zahlte die Reichspostverwaltung auf allen Linien für den Transport der Post.

### Shanghai–Tsingtau–Tientsin
Nur im letzten Fall kam es zu einer Subventionsvereinbarung, da die deutsche Regierung an einem regelmäßigen Anschluss des Pachtgebietes Kiautschou in China interessiert war. Mit dem Reeder Michael Jebsen sen. aus Apenrade wurden 1898 zwei Verträge geschlossen, die den regelmäßigen Verkehr zur Kolonie sicherstellen sollten. Jepsen betätigte sich seit 1881 in Ostasien und setzte anfangs kleine Frachter auf der Linie ein (Mathilde, Apenrade, Knivsberg) und kaufte nach Abschluss des Subventionsvertrages den 1891 in Großbritannien gebauten Dampfer Santelmo (1588 BRT), den er als Tsintau in Fahrt brachte.
Jepsen gab auch einen Neubau in Auftrag. Die bei Howaldt gebaute Gouverneur Jaeschke (1738 BRT, 11 kn, 55 Passagiere) traf im März 1901 in Shanghai ein. Inzwischen hatte der Generaldirektor Albert Ballin der Hapag Jepsen zum Verkauf der Linie „gezwungen“ so dass das Schiff bei Ankunft in Shanghai von der Hapag übernommen wurde, die die Linie ohne Subvention betrieb.
Neben den ehemaligen Schiffen der Reederei Jebsen, brachte sie noch vier weitere Schiffe zum Einsatz:
- 1898–1910 Tsintau ex Santelmo (Bj. 1891 Blackwood, Port Glasgow, 1588 BRT, 10 kn, 38 Passagiere)
- 1901–1914 Gouverneur Jaeschke (Bj. 1900 Howaldt, Kiel, 1738 BRT, 11 kn, 55 Passagiere), 1914 in Honolulu aufgelegt
- 1905–1910 Peiho ex Medan, Maha Vajiravudh (Bj. 1899 Burmeister, Kopenhagen, 779 BRT, 9,5 kn 18 Passagiere)
- 1905–1912 Admiral von Tirpitz (Bj. 1905 Seebeck, Bremerhaven, 2007 BRT, 11 kn, 112 Passagiere)
- 1905–1914 Staatssekretär Kraetke (Bj. 1905 Howaldt, Kiel, 2009 BRT, 11 kn, 116 Passagiere), 1914 in Honolulu aufgelegt
- 1905–1914 Sikiang (Bj. 1907 Koch, Lübeck, 1840 BRT, 11 kn, 20 Passagiere), 1914 in Shanghai aufgelegt

### Hongkong–Mikronesien–Sydney
Ein ähnliches Problem des mangelhaften Anschlusses bestand bei der Kolonie Deutsch-Neuguinea, die von der Zweiglinie des Reichspostdampferdienstes von Singapur über Sumatra erreicht wurde, deren Endpunkt inzwischen der Regierungssitz des Gebietes, Herbertshöhe, geworden war. Der NDL probierte ab Juli 1900 auch einen Verkehr von Australien über Deutsch-Neuguinea nach China zu organisieren. Dieser Dienst führte aber von Simpsonhafen nach Yap und weiter über Saipan (ein Umweg, der lange dauerte, kaum Fracht hergab und eiligere Güter von der Linie abhielt) nach Hongkong; er ließ die Masse der Karolinen, die Marianen und die Marshallinseln abseits liegen. Dazu strandete die eingesetzte München (1889 Fairfields, 4803 BRT) auf ihrer dritten Reise am 3. Februar 1901 vor Yap und wurde havariert verkauft.
Die Jaluit-Gesellschaft bot eine regelmäßige Verbindung nicht nur zwischen Australien und ihren Besitzungen in Mikronesien, sondern auch über Jaluit hinaus Fahrten bis Ponape und Yap und nach Pagan mit ihrem Dampfer Oceana (ex Harold, Bj. 1891, 684 BRT) an. Ab dem 1. Januar 1901 zahlte das Deutsche Reich dafür eine Subvention. Nach dem Ausfall der München verlängerte die Gesellschaft ihre Linie sogar bis Hongkong. Der Dienst des alten Dampfers war nur von kurzer Dauer, da die Oceana am 29. Dezember 1903 in Jaluit auf Grund lief. Nach einer Notreparatur konnte am 21. Januar 1904 in Sydney nur festgestellt werden, dass eine Reparatur sich nicht lohne.
Sie wurde daher durch die neue Germania (1096 BRT, 11 kn, 32 Passagiere) ersetzt, die bei der Germaniawerft in Kiel für diesen Dienst gebaut worden war und am 9. Dezember 1904 erstmals von Hongkong nach Sydney abging. Bis 1914 führte die Germania 57 Reisen durch. Ihre letzte Reise führte ab dem 12. Juni 1914 von Hongkong über Palau, Yap, Oleai, Saipan, Truk, Ponape, Kosrae nach Jaluit (11. Juli) und weiter über Nauru, nach Rabaul und Sydney (30. Juli). Unterwegs hatte sie einen Taifun durchquert und hatte einige Schäden. Während der Reparaturen brach der Krieg aus und die Germania wurde beschlagnahmt.
Die Germania lief neben der vom NDL ab 19. Oktober 1904 betriebenen neuen Reichspostdampferzweiglinie zwischen Hongkong und Sydney (Austral-Japan-Linie), den die kleinen Prinzendampfer und ein drittes Schiff (zuletzt Coblenz) bedienten, und neben dem im Nachtragsabkommen vom 2. Juli 1909 mit dem Lloyd vereinbarten, sogenannten Inseldienst der alten Sumatra innerhalb der Kolonie.

## Liste der Reichspostdampfer des NDL und der Hapag

### Für den Reichspostdampferdienst gebaut
| 1. Einsatz | Name                                  | Tonnage             | Werft                       | Status/Schicksal |
| 17.06.1886 | Stettin                               | 1815 BRT 2230 BRT   | AG Vulcan, Stettin          | 6.1886 nach Hongkong überführt für Zweiglinie nach Japan (13.8. 1. Fahrt), 8.1987-1892 Zweiglinie Brindisi–Port Said, 1896 Umbau, Singapur-Deutsch-Neuguinea-Zweiglinie, 1900 Verlängerung der Zweiglinie Sydney-DNG-Singapur, 1903 verkauft nach China 1910 Loong Yue, 1917 Ryuyu Maru, 1931 abgewrackt                                       |
| 30.06.1886 | Lübeck                                | 1815 BRT            | AG Vulcan, Stettin          | 6.1886 nach Sydney überführt für Zweiglinie nach Apia/ Samoa, 1893 neue Zweiglinie Singapur-Deutsch-Neuguinea-Zweiglinie, 1895 verkauft Gaisen Maru, 1903 gestrandet |
| 20.11.1886 | Danzig                                | 1852 BRT            | AG Vulcan, Stettin          | 11.02.1987-1892 Zweiglinie Triest–Port Said, 1896 verkauft an Sloman Frascati, 1900 nach Großbritannien, 1902 in den Bahamas gestrandet |
| 03.11.1886 | Preussen                              | 4577 BRT 5295 BRT   | AG Vulcan, Stettin          | 1. Reise nach Australien, wegen Pocken 2 Monate in Quarantäne, 6.1887 1. Reise nach Ostasien, 1894 Umbau, 1908 Dienst Mittelmeer-Schwarzes Meer, 1909 zum Abbruch verkauft |
| 09.02.1887 | Bayern                                | 4574 BRT 5034 BRT   | AG Vulcan, Stettin          | 1. Reise nach Ostasien, 1893 Umbau, 9.1895 erstmals nach Australien, 1908 Dienst Mittelmeer-Schwarzes Meer, 1909 zum Abbruch verkauft |
| 06.04.1887 | Sachsen                               | 4571 BRT 5026 BRT   | AG Vulcan, Stettin          | 1. Reise nach Ostasien, 1893 Umbau, 2.1895 erstmals nach Australien, 1908 Dienst Mittelmeer-Schwarzes Meer, 1909 zum Abbruch verkauft |
| 02.10.1889 | Kaiser Wilhelm II. 1900: Hohenzollern | 6990 BRT            | AG Vulcan, Stettin          | nach Australien, sechs Fahrten, ab 1890 Kreuzfahrten und Nordatlantikdienst, Mittelmeer-New York 6.1906 Kreuzfahrten im Mittelmeer und Marseille-Alexandria-Dienst, 10. April 1908 bei Alghero Sardinien gestrandet |
| 29.08.1894 | Prinzregent Luitpold                  | 6288 BRT 6595 BRT   | F. Schichau, Danzig         | 1. Reise nach Australien, 1902 auch Ostasien, 1910 Umbau, Mittelmeer-Dienst, 1914 in Messina aufgelegt / 1915 durch Italien beschlagnahmt, Pietro Calvi, 1928 abgewrackt |
| 02.01.1895 | Prinz Heinrich                        | 6263 BRT 6636 BRT   | F. Schichau, Danzig         | 1. Reise nach Ostasien, 3.1907 auch Australien, 1908 Umbau, Mittelmeer-Dienst, 1914 in Lissabon aufgelegt / 1916 durch Portugal beschlagnahmt, Porto, 1925 abgewrackt |
| 11.11.1896 | Friedrich der Große                   | 10531 BRT           | AG Vulcan, Stettin          | 1. Reise nach Australien, 3.1907 Genua-New York, 6.1914 Deutschland-Baltimore, 1914 in New York aufgelegt / 1917 durch US Shipping Board beschlagnahmt, City of Honolulu, 12.10.1922 400 sm vor Los Angeles in Brand und gesunken |
| 08.01.1897 | Barbarossa                            | 10769 BRT           | Blohm & Voss AG, Hamburg    | 1. Reise nach Australien, 3.1906 Genua-New York, 1912 Deutschland-Baltimore und andere US-Häfen, 1914 in New York aufgelegt / 1917 durch US Shipping Board beschlagnahmt, 1924 abgewrackt |
| 17.11.1897 | Königin Luise                         | 10566 BRT           | AG Vulcan, Stettin          | 1. Reise als Postdampfer nach Australien, 2.1904 Genua-New York, 4.1914 Deutschland-Baltimore, 1919 an Shipping Controller, London, ausgeliefert, 1921 Omar, 1924 Edison, 1935 abgewrackt |
| 20.01.1897 | Bremen                                | 10522 BRT 11540 BRT | F. Schichau, Danzig         | 1. Reise als Postdampfer nach Australien (insg. 16 Rundfahrten bis 1911), in Hoboken 1900 ausgebrannt / wieder aufgebaut, auch Nordatlantikdienst, 1919 an Shipping Controller, London, ausgeliefert, lief als Constantinople für die Byron Line, 1924 King Alexander, 1929 abgewrackt                                                         |
| 04.10.1899 | König Albert                          | 10531 BRT           | AG Vulcan, Stettin          | 1. Reise als Postdampfer nach Ostasien, 3.1906 Genua-New York, 1914 in Genua aufgelegt / 1915 durch Italien beschlagnahmt, Ferdinando Palasciano, 1923 Italia, 1926 abgewrackt |
| 12.03.1900 | Hamburg                               | 10643 BRT           | AG Vulcan, Stettin          | 1. Reise eines Hapag-Postdampfers nach Ostasien, 6.1904 Hamburg-New York (nicht mehr im Reichspostdampferdienst), 4.1905 Neapel-New York, 1914 in New York interniert/ 13.9.-28.10.1914 eine Reise als Red Cross nach Rotterdam, 1917 an US Shipping Board, Powhatan, 1920 New Rochelle, 1921 Hudson, 1922 President Fillmore, 1928 abgewrackt |
| 07.11.1900 | Grosser Kurfürst                      | 13183 BRT           | F. Schichau, Danzig         | 1. Reise als Postdampfer nach Australien, ab 4.1903 viele Kreuzfahrten, 1914 in New York aufgelegt / 1917 durch US Shipping Controller beschlagnahmt, Aeolus, 1937 abgewrackt |
| 30.10.1900 | Prinzess Irene                        | 10881 BRT           | AG Vulcan, Stettin          | 1. Reise als Postdampfer nach Ostasien, 4.1903 Genua-New York, 1914 in New York aufgelegt / 1917 durch US Shipping Controller beschlagnahmt, Pocahontas, 1923 bis 1932 wieder im Dienst des NDL, 1923: Bremen (III) / 1928: Karlsruhe (II) / 1932 Abbruch                                                                                      |
| 25.12.1900 | Princess Alice bis 1904: Kiautschou   | 10911 BRT           | AG Vulcan, Stettin          | als Kiautschou, Hapag 1. Reise nach Ostasien,/ 1904 an NDL, umbenannt / 1914 in Cebu/Philippinen interniert, 1917 an US Shipping Board, Princess Matoika, 1922 President Arthur, 1927 City of Honolulu, 1930 ausgebrannt, 1933 abgewrackt |
| 13.04.1903 | Zieten                                | 8066 BRT            | F. Schichau, Danzig         | 1. Reise als Postdampfer nach Ostasien, 11.1903 auch nach Australien, auch 9 USA-Reisen, 1914 in Mosambik aufgelegt / 1917 durch Portugal beschlagnahmt, Tungue, 27.11.1917 durch UB 51 versenkt |
| 15.04.1903 | Roon                                  | 8022 BRT            | Tecklenborg AG, Geestemünde | 1. Reise nach Ostasien (insg. 14), 2.1908 auch nach Australien (10), auch 8 USA-Reisen, 1914 in Tjitatjap interniert, 1919 an Shipping Controller, London, ausgeliefert, 1921 Griechenland Constantinoupolis, 1925 abgewrackt, |
| 05.08.1903 | Seydlitz                              | 7942 BRT            | F. Schichau, Stettin        | 1. Reise nach Ostasien (insg. 6), 2.1905 auch nach Australien (18), auch 8 USA-Reisen, 3.1913 sogar eine Südamerikafahrt, Begleitschiff des Kreuzergeschwaders, 1.1915 in Argentinien interniert, 1921 bis 1931 wieder im Dienst des NDL, 1933 abgewrackt                                                                                      |
| 02.09.1903 | Gneisenau (I)                         | 8081 BRT            | AG Vulcan, Stettin          | 1. Reise nach Australien (insg. 17), 7.1905 auch nach Ostasien (3), auch 10 USA-Reisen, 1919 an Shipping Controller, London, ausgeliefert, 1921 Italien Citta di Napoli, 1930 abgewrackt |
| 31.08.1904 | Scharnhorst (I)                       | 8131 BRT            | Tecklenborg AG, Geestemünde | 1. Reise nach Australien (insg. 19), 5.1904 auch nach Ostasien (7), auch 5 USA-Reisen, 1919 an Frankreich ausgeliefert (CGT, La Bourdonais), 1934 abgewrackt |
| 26.09.1906 | Bülow                                 | 9028 BRT            | Tecklenborg AG, Geestemünde | 1. Reise als Postdampfer nach Ostasien (insg. 18), 1.1907 auch nach Australien (3), auch 5 USA-Reisen, 1914 in Lissabon aufgelegt / 1916 durch Portugal beschlagnahmt, Namen: Tras-os-Montes, Nyassa, 1951 abgewrackt |
| 20.02.1907 | Yorck                                 | 8901 BRT            | F. Schichau, Danzig         | 1. Reise als Postdampfer nach Australien (insg. 4), 10.1907 auch nach Ostasien (17), auch 3 USA-Reisen, 10.1914 in Valparaiso interniert, 1922 bis 1929 wieder im Dienst des NDL, 1933 abgewrackt |
| 17.04.1907 | Kleist                                | 8950 BRT            | F. Schichau, Danzig         | 1. Reise nach Australien (2), auch nach Ostasien (18), auch 2 USA-Reisen, in Padang (Indonesien) 1914 interniert, 1920 an Shipping Controller, London, ausgeliefert, 1921 Japan Yoshino Maru, 1.7.1944 versenkt |
| 31.07.1907 | Goeben                                | 8792 BRT            | AG Weser, Bremen            | 1. Reise nach Ostasien, auch Australien, 1914 Vigo, 1920 an Frankreich ausgeliefert (CGT, Rousillon), 1931 abgewrackt |
| 01.07.1908 | Derfflinger                           | 9060 BRT            | F. Schichau, Danzig         | 1. Reise als Postdampfer nach Ostasien, auch Australien, 1914 vor Port Said aufgebracht, Huntsgreen, 1923 bis 1932 wieder im Dienst des NDL, 1933 abgewrackt |
| 29.07.1908 | Lützow                                | 8818 BRT            | AG Weser, Bremen            | 1. Reise als Postdampfer nach Ostasien, auch Australien und USA (4), 1914 im Suezkanal beschlagnahmt, Huntsend, 1924 bis 1932 wieder im Dienst des NDL, 1933 abgewrackt |
| 18.07.1903 | Prinz Waldemar                        | 3227 BRT            | Seebeck-Werft, Geestemünde  | Anfangs Singapur-Deutsch-Neuguinea-Sydney Zweiglinie, 1904 Zweiglinie Sydney-Hongkong-Japan, Hilfsdienste für das Kreuzergeschwader, dann nach Honolulu, 4.1917 beschlagnahmt durch US Shipping Board, Wacouta, 1921 Yukatan, 1925 abgewrackt,                                                                                                 |
| 04.09.1903 | Prinz Sigismund                       | 3302 BRT            | AG Weser, Bremen            | Anfangs Singapur-Deutsch-Neuguinea-Sydney Zweiglinie, 1904 Zweiglinie Sydney-Hongkong-Japan, 1914 in Brisbane beschlagnahmt, Bambra, 1.1927 abgewrackt |
| 13.10.1904 | Prinz Eitel Friedrich                 | 8865 BRT            | AG Vulcan, Stettin          | 1. Reise nach Ostasien, in Tsingtau zum Hilfskreuzer ausgerüstet, beim Kreuzergeschwader, 1915 in Newport News aufgelegt / 1917 durch US Shipping Board beschlagnahmt, De Kalb, 1921 Mount Clay, 1934 abgewrackt |
| 09.08.1906 | Prinz Ludwig                          | 9630 BRT            | AG Vulcan, Stettin          | 1. Reise nach Ostasien, 1914 Bremerhaven, 1920 an Shipping Controller, London, ausgeliefert, 1921 Orcades, 1925 abgewrackt |

### Vom NDL auf den Postlinien eingesetzt
| 1. Einsatz | Name           | Tonnage   | Werft                                              | Status/Schicksal |
| 30.06.1886 | Oder           | 3158 BRT  | Caird & Co. Ltd., Greenock                         | 23.05.1874 Nordatlantikdienst, 30.06.1886 erster Postdampfer des NDL nach Ostasien, 30.05.1887 bei Sokotra auf 3.Heimreise gestrandet, 4 Tote |
| 28.07.1886 | Neckar         | 3120 BRT  | Caird                                              | 17.04.1874 Nordatlantikdienst, 28.07.1886 zweiter Postdampfer des NDL nach Ostasien, 1887 auch Einsatz nach Australien, 14.02.1894 Neapel–New York, 1895 Nordatlantikdienst, 10.1896 Abbruch |
| 25.08.1886 | Nürnberg       | 3116 BRT  | R. Steele & Co. Ltd., Greenock                     | 17.02.1874 Nordatlantikdienst, 25.08.1886 dritter Postdampfer des NDL nach Ostasien, 13.07.1887 erstmals nach Australien, 1892 bis 1895 auf Zweiglinie Hongkong–Japan, 1895 Abbruch |
| 13.07.1886 | Braunschweig   | 3116 BRT  | Steele,                                            | 1.09.1873 Nordatlantikdienst, 13.07.1886 1.Postdampfer auf der Zweiglinie Triest-Brindisi-Port Said, 13.01.1887 nach Ostasien, 8.07.1891 nach Australien, 1.1894 wieder Nordatlantikdienst, 9.1896 Abbruch |
| 14.07.1886 | Salier         | 3083 BRT  | Earle’s Shipbuilding and Engineering Company, Hull | 8.09.1875 Nordatlantikdienst, 1876 auch Südamerika, 14.07.1886 erster Postdampfer des NDL nach Australien, 1891 Umbau, 12.94 wieder Atlantikdienst, 7.06.1896 vor Cabo Correbudo (Spanien) gestrandet (279 Tote) |
| 11.08.1886 | Hohenzollern   | 3094 BRT  | Earle                                              | 7.12.1873 Nordatlantikdienst, 1876 auch Südamerika, 14.07.1886 zweiter Postdampfer des NDL nach Australien, 1890 Umbau, 1895 ? auf Zweiglinie Hongkong–Japan, 1899 nach Hongkong verkauft , 1900 nach Russland Ussuri, Mai 1900 bei Ikibsukishima gestrandet                                                                       |
| 26.01.1887 | Hohenstaufen   | 3090 BRT  | Earle                                              | 29.08.1874 Nordatlantikdienst, 1881 auch Südamerika, 26.01.1887 auf Postlinie nach Australien, 1890 Umbau, 1897 Abbruch |
| 23.02.1887 | Habsburg       | 3083 BRT  | Earle                                              | 11.03.1876 Nordatlantikdienst, 1876 auch Südamerika, 23.02.1887 auf Postlinie nach Australien, 1891 Umbau, 4.1895 wieder Atlantikdienst, 1898 Abbruch |
| ?.??.1887  | General Werder | 3020 BRT  | Caird                                              | 16.09.1874 Nordatlantikdienst, 1874-79 aufgelegt, Reserveschiff Reichspostlinien, 1887 bis 1892 auf Zweiglinie Hongkong–Japan, 1892 für Neubau H.H. Meier in Zahlung gegeben, Midnight Sun, 1912 Abbruch |
| 29.05.1889 | Dresden        | 4802 BRT  | Fairfield SB & Eng. Co. Ltd., Glasgow              | 5.01.1889 Ablieferung, 10.4. Jungfernreise nach New York, 29.05.1889 1. Einsatz auf Reichspostlinie nach China (nicht in Deutschland gebauter Neubau !), 9.07.1890 auch erstmals Einsatz nach Australien, Einsatz auf allen Linien des NDL, 1903 nach Großbritannien verkauft Helius, 1906 in die Türkei Bezzi Alem, 1914 versenkt |
| 1.04.1891  | Stuttgart      | 5349 BRT  | Fairfield                                          | 30.12.1889 Ablieferung, 10.01.1890 Jungfernreise zum La Plata, 1.04.1891 1. Einsatz auf Reichspostlinie nach China (nicht in Deutschland gebauter Neubau !), 1.07.1896 auch erstmals Einsatz nach Australien, Einsatz auf allen Linien des NDL, 1908 zum Abbruch verkauft                                                          |
| 22.07.1891 | Darmstadt      | 5316 BRT  | Fairfield                                          | 26.11.1890 Ablieferung, Jungfernreise zum La Plata, 22.07.1891 1. Einsatz auf Reichspostlinie nach China (nicht in Deutschland gebauter Neubau !), 10.04.1895 auch erstmals Einsatz nach Australien, Einsatz auf allen Linien des NDL, 1911 verkauft an Türkei Karadeniz, 1923 Abbruch                                             |
| 22.06.1892 | Oldenburg      | 5317 BRT  | Fairfield                                          | 27.01.1891 Ablieferung, Süd- und Nordamerika-Dienst, 22.06.1892 1. Einsatz auf Reichspostlinie nach China (nicht in Deutschland gebauter Neubau !), 26.10.1892 auch erstmals Einsatz nach Australien, Einsatz auf allen Linien des NDL, 1911 verkauft an Türkei Akdeniz, 1930 Abbruch                                              |
| 28.09.1892 | Karlsruhe      | 5347 BRT  | Fairfield                                          | 01.1889 Ablieferung, Süd- und Nordamerika-Dienst, 28.09.1892 1. Einsatz auf Reichspostlinie nach Australien, 31.01.1894 auch erstmals Einsatz nach China, Einsatz auf allen Linien des NDL, 1908 zum Abbruch verkauft |
| 19.07.1893 | Gera           | 5319 BRT  | Fairfield                                          | 13.12.1890 Ablieferung, Süd- und Nordamerika-Dienst, 19.07.1893 1. Einsatz auf Reichspostlinie nach China, 22.11.1893 auch erstmals Einsatz nach Australien, Einsatz auf allen Linien des NDL, 1909 verkauft nach Italien Valparaiso, 11.10.1917 durch UB 48 versenkt                                                              |
| 2.06.1897  | Weimar         | 5316 BRT  | Fairfield                                          | 10.03.1891 Ablieferung, Nordamerika-Dienst, 2.06.1897 1. Einsatz auf Reichspostlinie nach Australien, 31.01.1894 auch erstmals Einsatz nach China, Einsatz auf allen Linien des NDL, 1908 verkauft nach Italien Santiago, 1909 Armonia, 15.03.1918 durch UC 67 versenkt                                                            |
| ?.05.1900  | München        | 4803 BRT  | Fairfield                                          | 25.02.1889 Ablieferung, Süd- und Nordamerika-Dienst, 5.1900 1. Einsatz auf Reichspostlinie nach Australien, 7.1900 Australien-Neuguinea, 1.01 Zweiglinie Sydney–Shanghai, 3. Februar 1902 vor Yap gestrandet, nach Shanghai verkauft Gregory Mörch, 1910 Abbruch                                                                   |
| ?.10.1889  | Elbe           | 4510 BRT  | John Elder & Co. Ltd., Glasgow                     | 24.06.1881 Ablieferung, Nordatlantikschnelldampfer, 10.1889 3 Postdampferfahrten nach Australien, dann wieder Nordatlantik, 1895 nach Kollision im Ärmelkanal gesunken (332 Tote) |
| 18.07.1900 | Willehad       | 5003 BRT  | Blohm & Voss AG, Hamburg                           | 11.05.1894 Ablieferung, Nord- und Südamerika-Dienst, 18.07.1900 auf Postlinie nach Australien, verschiedene Nordatlantikdienste, 1914 in Boston aufgelegt / 1917 durch US Shipping Board beschlagnahmt Wyandotte, 1924 Abbruch |
| 11.09.1901 | Rhein          | 10058 BRT | Blohm & Voss AG, Hamburg                           | 5.12.1899 Ablieferung, Nordatlantikdienst, 1900 und auch später Truppentransporter nach Ostasien, 11.09.1901 Einsatz auf Postlinie nach Australien, 1914 in Baltimore aufgelegt / 1917 durch US Shipping Board beschlagnahmt |
| 24.08.1886 | Adler          | 1356 BRT  | Flensburger Schiffsbau                             | 9.04.1884 Ablieferung, an Kaiserliche Marine für Afrika-Dienst verchartert, 1985 Englanddienst, 24.8.1886 Triest-Port Said-Zweiglinie, 8.1887 wieder Englanddienst, 1897 verkauft, 1904 Ville de Nantes, 1926 Abbruch |
| 11.09.1886 | Sperber        | 898 BRT   | Earle                                              | 17.03.1871 Ankauf, Englanddienst, 8.1886 bis 8.1887 Triest-Port Said-Zweiglinie (4 Reisen) , 1894 verkauft, 1897 Ligure, 1923 Turkiye, 1935 Abbruch |
| ?.??.1888  | Schwalbe       | 932 BRT   | Tecklenborg                                        | 5.1883 Ablieferung, Englanddienst, 1888 Zweiglinie Penang–Sumatra (Eigeninitiative NDL, um Tabak als Fracht für die Postdampfer zu gewinnen), 1891–93 an Neuguinea-Compagnie verchartert, 1894 verkauft nach Singapur Lady Mitchell, 1906 Nanto Maru, 1938 Abbruch                                                                 |
| 12.03.1889 | Sumatra        | 584 BRT   | Howaldt, Kiel                                      | 12.03.1889 Überführungsfahrt nach Penang, Zweiglinie Penang–Sumatra , 1891–93 an Neuguinea-Compagnie verchartert, 1904 Inseldienste von Rabaul, 13.09.1914 beim Versuch Timor zu erreichen von australischem Kreuzer aufgebracht, 26.06.1923 gesunken                                                                              |
| ?.04.1904  | Manila         | 1790 BRT  | Rickmers Schiffbau AG, Geestemünde                 | 23.03.1904 Ablieferung, 4.1904 Zweiglinie Singapur–Neuguinea, 12.1906 Sydney–Hongkong, 4.04.1909 wieder Singapur–Neuguinea, 8.1914 Amboina, 1919 nach Großbritannien ausgeliefert, 1922 China Siang Leem, 1927 Heng Chong, 1928 Abbruch                                                                                            |
| ?.09.1907  | Coblenz        | 3169 BRT  | Blohm & Voss AG, Hamburg                           | 5.05.1897 Ablieferung, Brasilien und Nordamerika-Dienst , 9.1907 Zweiglinie Sydney–Neuguinea–Hongkong, 8.1914 Manila, 1917 durch US Shipping Board beschlagnahmt Sachem, 1920 Cuba, 9.09.1923 gestrandet |

## Liste der Reichspostdampfer des DOAL

### Für den Reichspostdampferdienst gebaut
| 1. Einsatz | Name          | Tonnage  | Werft                                 | Status/Schicksal |
| 01.04.1891 | Kanzler       | 2901 BRT | Blohm & Voss AG, Hamburg              | 5.09.1891 auf Ausreise im Rovuma-Delta gestrandet |
| 27.05.1891 | Kaiser        | 2901 BRT | Reiherstieg-Werft, Hamburg            | 1901 Zwischenlinie, 1905 Bombay-Dienst, 1912 verkauft nach Argentinien, 1920 nicht mehr im Dienst |
| 18.04.1891 | Peters        | 595 BRT  | Blohm & Voss AG, Hamburg              | Einsatz auf den Küstenlinien, 1903 verkauft nach Syrien, erst 1960 gestrichen |
| 08.05.1891 | Emin          | 595 BRT  | Blohm & Voss AG, Hamburg              | Einsatz auf den Küstenlinien, 29.12.1893 auf Fahrt von Durban nach Laurenco Marques verschollen |
| ?.03.1892  | Safari        | 1433 BRT | Blohm & Voss AG, Hamburg              | nach Ostafrika überführt, Küstendienst und Linie nach Bombay, 1906 nach Bombay verkauft, 1907 Mansourah, 1928 abgewrackt                                                                                                  |
| 12.10.1892 | Kanzler (II)  | 3052 BRT | Blohm & Voss AG, Hamburg              | 1913 nach Bombay verkauft, 14.08.1914 vor den Malediven gestrandet |
| 22.07.1896 | Herzog        | 4993 BRT | Blohm & Voss AG, Hamburg              | 1906 Zwischenlinie, 1911 verkauft nach Portugal Beira, 1925 abgewrackt |
| 25.11.1896 | König         | 4820 BRT | Reiherstieg-Werft, Hamburg            | 1909 Zwischenlinie, 1913 Bombay-Dienst, 1914 Daressalam, 17. August 1915 durch Beschuss der Briten versenkt, Wrack erst 1955 beseitigt                                                                                    |
| 04.07.1900 | Kronprinz     | 5645 BRT | Blohm & Voss AG, Hamburg              | 8.1914 Laurenco Marques / 3.1916 durch Portugal beschlagnahmt Quelimane, 1927 abgewrackt |
| 20.11.1901 | Kurfürst      | 5655 BRT | Reiherstieg-Werft, Hamburg            | 5.05.1904 auf Heimreise gestrandet nördlich Sagres / Portugal |
| 02.07.1902 | Bürgermeister | 5904 BRT | Flensburger SchiffsbauGes., Flensburg | 1914 Hamburg, 1920 nach Frankreich ausgeliefert Macoris, 1935 abgewrackt |
| ??.??.1901 | Gouverneur    | 3381 BRT | Reiherstieg-Werft, Hamburg            | 1907 Bombay-Dienst, 31.10.1909 auf Ausreise nach Bombay zwischen Laurenco Marques und Inhambane gestrandet |
| ?.04.1901  | Präsident     | 3310 BRT | Blohm & Voss AG, Hamburg              | 24.11.1901 Zwischenlinie, 1907 Bombay-Dienst, 8.1914 von Beira nach Lindi, 10.14 durch Briten entdeckt und beschädigt, am 29.09.1915 versenkt, in den 60er Jahren Wrack -mit Beton verfüllt- als Teil einer Mole verwandt |
| 6.05.1903  | Prinzregent   | 6142 BRT | Blohm & Voss AG, Hamburg              | 1914 Las Palmas , 1919 nach Frankreich ausgeliefert Cordoba, 1932 abgewrackt |
| 26.08.1903 | Feldmarschall | 6142 BRT | Reiherstieg-Werft, Hamburg            | 1914 Daressalam, 1916 von Briten erbeutet, in Field Marshall umbenannt, 1922 nach Shanghai Ling Nam, 1928 Hong Kheng, 1947 gestrandet                                                                                     |
| 30.09.1905 | Admiral (II)  | 6341 BRT | Blohm & Voss AG, Hamburg              | 8.1914 Laurenco Marques , 3.1916 durch Portugal beschlagnahmt Laurenco Marques, 1950 abgewrackt |
| 12.05.1906 | Prinzessin    | 6387 BRT | Blohm & Voss AG, Hamburg              | 1914 Hamburg, 1920 nach Frankreich ausgeliefert, General Voyron, 1934 abgewrackt |
| 04.03.1911 | General       | 8063 BRT | Blohm & Voss AG, Hamburg              | 1914 Messina, in die Türkei, 1918 von Frankreich beschlagnahmt, 1923 Azay le Rideau, 1932 aufgelegt / 1937 abgewrackt |
| 29.06.1912 | Tabora        | 8052 BRT | Blohm & Voss AG, Hamburg              | 1914 Daressalam, 23.3.1916 von Briten versenkt, 1955 vor Ort Wrack beseitigt |
| 10.05.1914 | Kigoma        | 8156 BRT | Reiherstieg-Werft, Hamburg            | 1914 zurück nach Hamburg, 1919 nach Großbritannien ausgeliefert, 1921 Algeria (II), 1922 von der Hapag gekauft Toledo, ab 1927 im Afrika-Dienst, 1930 modernisiert, 1934 Abbruch                                          |

### Von DOAL auf den Postlinien eingesetzt
| 1. Einsatz | Name             | Tonnage  | Werft                               | Status/Schicksal |
| 23.07.1890 | Reichstag        | 2002 BRT | Blohm & Voss AG, Hamburg            | ex Eduard Bohlen, 18.11.1889 in Dienst der Woermann-Linie, 7.06.1890 übernommen, erster Postdampfer der DOAL nach Ostafrika, 1902 auf Bombay-Linie, 1910 verkauft Türkei Sabah, 1911 Libano Italien, 1914 Fido, 1920 Ida, 1923 Abbruch                                                           |
| 17.09.1890 | Bundesrath       | 2192 BRT | Blohm & Voss AG, Hamburg            | ex Aline Woermann, 31.05.1890 bei der DOAL in Dienst, 1903 auf Bombay-Linie, 1909 Abbruch |
| ??.??.1891 | Admiral          | 2589 BRT | Swan & Hunter, Newcastle            | ex Tosari, 17.10.1890 in Dienst der Kingsin-Linie, 16.10.1891 übernommen, 1902 verkauft nach Großbritannien Rosalind, 1912 City of Sydney, 17.03.1914 gestrandet |
| 10.03.1894 | Setos            | 1746 BRT | Blohm & Voss AG, Hamburg            | 28.06.1883 in Dienst der D.D.G. Kosmos, 8.03.1894 übernommen, Sansibar–Bombay Dienst, 15.02.1901 in Bombay nach Kollision gesunken |
| ??.??.1894 | General          | 2361 BRT | Armstrong, Mitchell & Co, Newcastle | ex Salatiga, 8.09.1890 in Dienst der Kingsin-Linie, 2.08.1894 übernommen, 18.03.1904 neuer Triest-Suez-Bombay-Dienst, 1909 Abbruch |
| ??.??.1898 | Sultan           | 2884 BRT | Blohm & Voss AG, Hamburg            | ex Virginia, 4.09.1891 in Dienst der Hapag, 5.12.1898 übernommen, Bombay Dienst, 1913 nach Japan verkauft Hachiro Maru, 1933 Abbruch |
| ??.??.1902 | Markgraf         | 3680 BRT | Armstrong, Mitchell & Co, Newcastle | ex Mark, 30.12.1893 in Dienst des NDL, 15.07.1902 übernommen, 1909 Bombay-Dienst (zw. Pilgerfahrten Bombay-Dschidda), 8.1914 in Tanga, 19.08.1915 durch Artilleriefeuer britischer Kriegsschiffe versenkt                                                                                        |
| ??.??.1910 | Kommodore        | 6013 BRT | Blohm & Voss AG, Hamburg            | ex Esne, 11.09.1904 in Dienst der D.D.G. Kosmos, 23.09.1910 übernommen, 1913 Bombay-Dienst, 8.1914 in Goa, 2.1916 durch Portugal beschlagnahmt Mormugao, 1924 Infante de Sagres, 1927 Zaire, 24.10.1929 gestrandet                                                                               |
| ??.??.1910 | Usambara         | 5999 BRT | Blohm & Voss AG, Hamburg            | ex Edfu, 21.11.1903 in Dienst der D.D.G. Kosmos, ?.10.1910 übernommen, 1913 Bombay-Dienst, 8.1914 in Teneriffa, 1919 an Frankreich ausgeliefert Montana, 22.03.1928 gestrandet |
| 12.09.1907 | Gertrud Woermann | 6465 BRT | Reiherstieg-Werft, Hamburg          | 28.08.1907 in Dienst der Woermann-Linie, im Rahmen der Betriebsgemeinschaft auch auf der Postlinie Rund-um-Afrika eingesetzt , 8.1914 in Rio de Janeiro, 6.1917 durch Brasilien beschlagnahmt Curvello, 1927 Cantuaria Guimaraes, 1931 Siqueira Campos, 25.08.1943 nach Kollision gestrandet     |
| ??.??.1907 | Adolph Woermann  | 6268 BRT | Reiherstieg-Werft, Hamburg          | 2.11.1906 in Dienst der Woermann-Linie, im Rahmen der Betriebsgemeinschaft auch auf der Postlinie Rund-um-Afrika eingesetzt , 8.1914 in Rotterdam, 1916 nach Hamburg, 1919 nach Großbritannien ausgeliefert Westminster Abbey, 1921 Niederlande Venezuela, 1938 Abbruch                          |
| ??.??.1907 | Windhuk          | 6344 BRT | Blohm & Voss AG, Hamburg            | 25.01.1906 als Gertrud Woermann in Dienst der Woermann-Linie, 25.04.1907 an Hapag / umbenannt, im Rahmen der Betriebsgemeinschaft auch auf der Postlinie Rund-um-Afrika eingesetzt , 8.1914 in Hamburg, 1919 nach Großbritannien ausgeliefert City of Genoa, 1928 Angola Joao Belo, 1950 Abbruch |
| 04.04.1911 | Rhenania         | 6455 BRT | Bremer Vulkan, Vegesack             | 5.12.1904 in Dienst der Hapag, im Rahmen der Betriebsgemeinschaft auch auf der Postlinie Rund-um-Afrika eingesetzt , 8.1914 in Neapel, 5.1915 durch Italien beschlagnahmt Feltre, 26.08.1917 durch UB 32 versenkt                                                                                |

## Liste weiterer Reichspostdampfer
- Jaluit-Gesellschaft, siehe oben 3.2 Hongkong-Mikronesien-Sydney
  - 1901 Oceana (ex Harold),
  - 1904 Germania (Reichspostdampfer)
- Michael Jebsen, Apenrade, siehe oben 3.1 Shanghai-Tsingtau-Sydney
  - 1898 Tsintau (ex Santelmo),
  - 1901 Gouverneur Jaeschke (Reichspostdampfer)
- Kaiserin Maria Theresia (Reichspostdampfer) ???
- Usaramo (Reichspostdampfer)